# Runensteine von Lingsberg

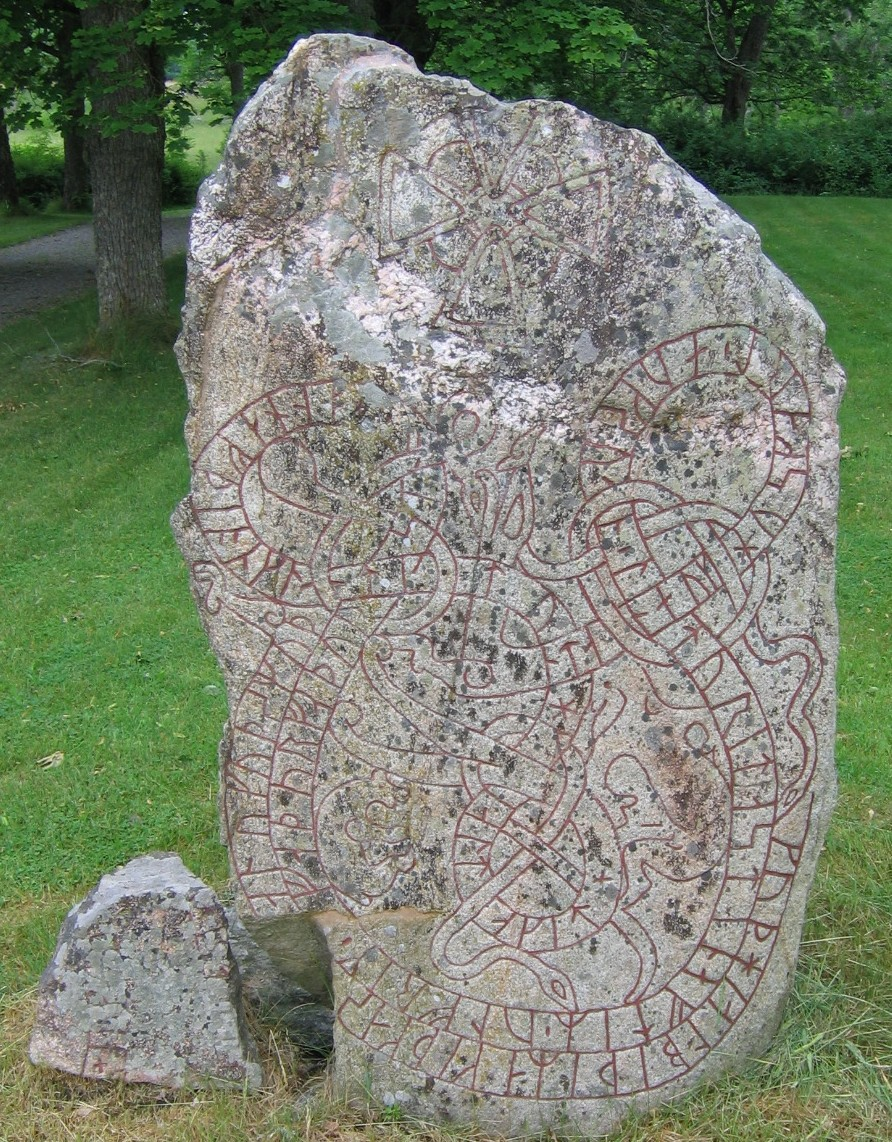
Lingsberg U 241, mit dem Fragment U 242

Die Runensteine von Lingsberg sind zwei Runensteine und ein Runensteinfragment aus dem 11. Jahrhundert, die im Rundata-Katalog unter U 240, U 241 und U 242 geführt werden. Lingsberg liegt etwa zwei Kilometer östlich von Vallentuna, etwa 24 Kilometer nördlich von Stockholm, in Uppland in Schweden. Die beiden intakten Runensteine wurden von Angehörigen derselben Familie aufgestellt.
Der Text auf dem mit Tierdarstellungen und einem Kreuz verzierten Stein U 240 lautet: Dan und Huskarl und Sven und Holmfrid, Mutter und Söhne, errichteten diesen Stein in Erinnerung an Halvdan, den Vater von Dan und seinen Brüdern, und Holmfrid nach ihrem Ehemann.
U 241 ist einer der England-Runensteine. Auf ihm wurde eingraviert, dass Dan und Huskarl und Sven den Stein nach Ulvrik (Ulfrik), ihrem Großvater errichteten, der zwei Danegelder erhalten hatte. Der Empfang von Danegeld (Tribut) zeigt einen Dienst mit den skandinavischen Truppen in England zwischen 980 und 1018 an. Daher wurde der Runenstein auf das zweite Viertel des 11. Jahrhunderts datiert. Vom Danegeld handeln einer der Grindasteine in Södermanland, der Runenstein von Yttergärde in Orkesta, der Väsby-Stein im Bezirk Ösby und einer der Runensteine von Lingsberg alle in Uppland. Die Abgaben aus England werden gjald oder Knutsgjald genannt. Letzteres bezieht sich auf die letzte Danegelderhebung Knuts des Großen 1018, mit der er seine Truppen entlohnt haben dürfte. Dies kann zur Datierung herangezogen werden. Denn die Wikingerzüge nach England hatten um 980 erneut eingesetzt und zu den Danegeldzahlungen geführt. 1018 kam es zur letzten Zahlung.
Der kaum lesbare Text auf U 242 wurde vermutlich von Runenmeister Åsmund mit Runen im jüngeren Futhark graviert.